# Julián Gil
Julián Elías Gil Beltrán (Buenos Aires, 13 juin 1970) est un acteur, mannequin, animateur et réalisateur argentin,. Il est basé à Miami en Floride et travaille souvent aussi au Mexique. 

## Biographie
Julián Gil est né en Argentine d'une mère chilienne et d'un père argentin. À partir de l'âge de six ans, il vit avec sa famille au Vénézuéla à la recherche d'une vie meilleure. Alors qu'il a treize ans, ses parents divorcent.
En 1985, sa famille émigre à Porto Rico. Julián se considère comme Portoricain. Il a deux sœurs, Lorena et Patricia.
À l'âge de quinze ans, il apprend qu'il va être père. D'où il se marie à Brenda Torres, il reste en couple un an et demi, puis il divorce. 
En 2006, il a eu une courte relation avec l'actrice Maritza Bustamante. En 2010, il était avec Sofía Lama, co-star dans Eva Luna. En 2011, il a fréquenté l'actrice vénézuélienne Marjorie de Sousa.
En 2014, après deux ans de vie commune, Julián Gil met fin à sa relation avec Viviana Serna, l'actrice qui jouait le rôle de sa fille dans la telenovela Doubles Jeux (¿Quien eres tú?).
En 2015, Julián Gil fréquente l'actrice Ana Lorena Sánchez rencontrée lors du tournage du film Santiago Apóstol.
Julián Gil et Marjorie de Sousa se sont fréquentés en 2011. Mais cela n'a été qu'en 2016 qu'ils ont renoué leur relation grâce à leur participation au tournage de la telenovela Sueño de amor. Ils se sont fiancés le 6 août 2016. Ils ont partagé sur les réseaux sociaux l'attente de leur premier enfant commun,. Matías Gregorio Gil de Sousa naît le 27 janvier 2017 à 8:06 du matin à Mexico.
Depuis, Julián Gil et Marjorie de Sousa se sont séparés et se disputent au tribunal leur fils.
Julián Gil a trois enfants : Nicolle (née le 30 janvier 1987 de Brenda Torres), Julián Gil Junior (né le 20 septembre 1995 de María Hilda Rivera. À la naissance de son fils, Gil se fait tatouer un soleil sur le bras droit.) et Matías Gregorio (né le 27 janvier 2017 de Marjorie de Sousa).

## Carrière
Au début des années 1990, Julián Gil commence une carrière de mannequin. Il défile sur les podiums de toute l'Amérique latine et fait la couverture des plus grands magazines
. Cela lui permet d'étendre sa carrière au métier d'acteur. Il commence au théâtre, au cinéma et à la télévision à Porto Rico.
Il tient la vedette dans de nombreuses telenovelas, y compris Valeria,  Amor comprado, Acorralada, Sortilegio et Eva Luna. 
En 1995, Julián Gil commence véritablement sa carrière au théâtre avec la pièce Por el medio si no hay remedio à Porto Rico. Puis il enchaîne avec d'autres œuvres telles que El crimen del Padre Amaro et Sexo, pudor y lagrimas  avec Luisa de los Ríos, Elí Cay, Juan Carlos Morales, Maricarmen Avilés, Alexandra Malagón et Olga Sesto, sous la direction et le montage de Gilberto Valenzuela.
Il joue dans la pièce Nueve semanas y media où joue aussi l'actrice Luisa de Los Rios, entre autres. En 2002, il est au théâtre dans El cotorrito by the Sea, avec Melwin Cedeño, Luisito Vigoreaux et Luis Raúl.

En septembre 2003, il joue dans la pièce de théâtre Luminaria écrite par le dramaturge mexicain Emilio Carballido, produite par Marvia López et José Luis Figueroa et mise en scène par Josean Ortiz, avec Lydia Echevarría et Josean Ortiz. Il incarne Franz, un jeune écrivain pauvre et sans avenir.
Le 1er décembre 2003 a lieu la première représentation de la pièce, Tarzan-salvemos la selva où Julián Gil joue Tarzan aux côtés de Karla Monroig (Jane), Gil René (Chita, la guenon), entre autres. Ce spectacle musical pour enfants, dirigé par Gilberto Valenzuela et produit par Wanda Colon et Angel Clement, veut faire passer le message de l'intérêt de respecter la nature. 

Fin 2004, il est dans le spectacle musical pour enfants La princesa en el lago de los cisnes aux côtés de Denise Quiñones qui incarne la princesse Odette.
Ensuite Julián Gil continue son ascension en jouant dans plusieurs télénovelas telles que Tres Amigas (Puerto Rico), Mi conciencia y yo (Équateur), Decisiones (Miami), Por todo lo alto (RCTV au Venezuela), et dans les films La caja de problemas, El milagro de Coromoto, Más allá del límite, Fuego en el alma et Marina. 
En 2005, Julián reçoit un prix spécial aux Premios Paoli pour avoir battu le record mondial Guiness pour 32 h de direct sur la chaîne 52 à Puerto Rico.
En 2007, il gagne un prix exceptionnel aux Premios Latinos 2007 à New York alors que Osvaldo Ríos reçoit le prix de la Figure masculine de l'année (Figura Masculina del Año Internacional).
En 2008, Julián Gil va au Pérou pour tourner dans Los Barriga au côté de Claudia Berninzon, entre autres.
En 2009, il joue dans le célèbre mélodrame Sortilegio avec William Levy et Jacqueline Bracamontes. Carla Estrada lui donne ainsi un premier rôle au Mexique, ce qui provoque une polémique car son personnage est bisexuel.

En 2010, Julián Gil accepte un rôle dans la télénovela Valientes où il joue le protagoniste, Leo Soto. La même année, il interprète l'antagoniste irresponsable et volage, Leonardo Arismendi dans la télénovela Eva Luna. 
En 2011, il joue un des antagonistes dans la télénovela, La que no podía amar, produite par José Alberto Castro.
En 2012, Julián Gil joue un protagoniste aux côtés de Laura Carmine dans Doubles Jeux, une nouvelle adaptation de la télénovela mexicaine, La usurpadora.
En 2013, il joue dans Los secretos de Lucía. En 2014, il tient la vedette dans l'une des suites, le film comique Lotoman 003, aux côtés de Fernando Carillo, Fausto Mata et Sergio Carlo. Puis il passe du rire au thriller psychologique en incarnant un père de famille qui fait des cauchemars récurrents, dans Misterios.
De juillet 2014 à fin avril 2015,  Julián Gil tient à nouveau la vedette dans la télénovela Hasta el fin del mundo du producteur Nicandro Díaz dans laquelle il joue le principal antagoniste, Patricio Iturbide. Le circulo nacional de periodistas de México récompense Julián Gil par une palme d'or (Palma de Oro 2014) pour l'ensemble de sa carrière.
Depuis début mai 2015, Julián Gil est le nouveau présentateur du programme República Deportiva produit par Federico Larino et diffusé tous les dimanches par Univision Deportes. 
Du 18 mai à fin juin 2015, Julián Gil enregistre le film Santiago Apóstol produit par José Manuel Brandariz où il est la vedette Santiago (Saint Jacques), un des douze disciples de Jésus. Le tournage a lieu à Almería et en Galice en Espagne et au Mexique.
Dans le domaine musical, Julián Gil chante No Me Vas A Engañar en duo avec Yeika, la chanteuse de merengue en 2000. Il participe aux vidéoclips La Noche de Gloria Trevi en 2011, Ese es mi cariño de Norka en 2013 et Tu Libertad de Prince Royce en 2014.
En septembre 2015, Julián Gil retourne au théâtre en jouant dans la pièce Divorciémonos mi amor où il joue le rôle du travesti Benigna, dit Benny.
Du 22 février au 21 août 2016, Julián incarne Ernesto de la Colina, l'antagoniste principal dans la telenovela mexicaine Sueño de amor.
Il a été nommé aux Premios TVyNovelas pour sa participation dans la telenovela Hasta el Fin del Mundo, dans la catégorie Meilleur antagoniste.
En parallèle à sa carrière d'acteur, il enregistre des campagnes publicitaires pour la télévision et dans la presse écrite, en particulier pour la boisson énergisante Ciclón (2016), pour les équipements techniques Xfinity (2016). En 2012 il est l'ambassadeur au Mexique et en Amérique latine pour la marque de lunettes italienne Police Eyewear.
Du 31 octobre au 10 décembre 2016, Julián Gil enregistre en Espagne le long métrage Jesús de Nazareth produit par José Manuel Brandariz et réalisé par Rafael Lara. Julián tient le rôle-titre.
Le 7 novembre 2016, Julián lance officiellement sa marque La Marca Gil en inaugurant son site de commerce en ligne consacré aux vêtements, accessoires et maquillage. Sa fille Nicolle est responsable du concept,. C'est le 9 février 2017, à partir de Porto Rico que Julian lance "Gil" son parfum pour femmes.
Du 12 février au 17 juin 2018, Julián Gil joue dans la telenovela mexicaine Por amar sin ley produite par José Alberto Castro avec Ana Brenda Contreras.
Puis il voyage en Russie pour, en parallèle au Mondial de football, participer à la téléréalité Bachelorovsky. Cette version russe du Bachelor est produite par Univisión Deportes et a pour but de montrer que la langue n'est pas un obstacle pour être séduit par des jeunes femmes russes.

## Filmographie

### Films
- 2001 : Marina (Muvi Film) : John  (Vidéo)[32],[33]
- 2002 : Más allá del limite (Erick Hernández) : boxeur[34]
- 2004 : La caja de problemas (David Aponte) : jardinier[35]
- 2005 : Fuego en el alma (Abdiel Colberg) : Millo[36]
- 2006 : El milagro de la Virgen de Coromoto (Film Factory) : Jaime[37]
- 2008 : Historias Delirantes (Estrella TV)[38]
- 2010 : Entre piernas : Paco[39]
- 2014 : Lotoman 003 : El Boricua[40]
- 2014 : Misterio's: Llamas de sueños : Leonardo Aguilar[41]
- 2016 : Loki 7 : Rodrigo[42]
- 2017 : Santiago Apóstol : Santiago Apóstol[43] (Saint Jacques)

### Telenovelas
- 2000 : Tres amigas
- 2002 : Mi conciencia y yo  (Riverside) : Alfonso (Second rôle)[44]
- 2006 : Por todo lo alto (RCTV) : Halcón (Second rôle)[45]
- 2007 : Acorralada (Venevisión Producción) : Francisco Suárez « Pancholón »  (Second rôle)[46]
- 2007 : Isla Paraíso (Venevisión Producción) : Armando[47]
- 2007 : Mi adorada Malena (Univision) : Mateo (Protagoniste principal)[48]
- 2008 : Valeria (Venevisión Producción) : Daniel Ferrari (Second rôle)
- 2008 : Amor comprado (Venevisión Producción) : Esteban Rondero (Antagoniste principal)[49]
- 2009 : Los Barriga (Frecuencia Latina) : Francesco Cezanne (Protagoniste principal)[50]
- 2009 : Sortilegio (Televisa) : Ulises Villaseñor (Second rôle)[51]
- 2010 : Valientes : Leonardo Soto (Protagoniste principal)[52]
- 2010-2011 : Eva Luna (Univisión) : Leonardo « Leo »  Arismendi (Antagoniste principal)[53]
- 2011-2012 : La que no podía amar (Televisa) : Bruno Rey (Antagoniste principal)[54]
- 2012-2013 : Doubles Jeux (¿Quién eres tú?) (RTI Producción) : Felipe Esquivel (Protagoniste principal)[55]
- 2012-2013 : Rosario (Participation spéciale)
- 2013 : Los secretos de Lucía (Venevisión) : Robert Neville (Antagoniste principal)[56]
- 2014-2015 : Hasta el fin del mundo (Televisa) : Patricio Iturbide (Antagoniste principal)[57]
- 2016 : Sueño de amor (Televisa) : Ernesto de la Colina (Antagoniste principal)[58]
- 2018 : Por amar sin ley  (Televisa) : Carlos Ibarra[59]
- 2020 : Médicos, línea de vida : Carlos Ibarra[60]
- 2020 : Adentro : Andres[61]
- 2021 : De brutas, nada : Gurú[62],[63]
- 2021 : ¿Qué le pasa a mi familia? : Carlos Iturbide[64]

### Émissions de télévision
- 2001 : Julián por la noche (WAPA-TV) : animateur et réalisateur[65]
- 2004 : Apartamento 52 (Batata Producción) : animateur et réalisateur[66]
- 2006  : Decisiones (Telemundo) : Efrain
- 2007-2012 : Nuestra Belleza Latina (Univisión) : juré
- 2008 : 100 x 35 (Mega TV) : animateur et réalisateur[67]
- 2008 : Gabriel, amor inmortal : Docteur Bernardo Padrón[68]
- 2015-présent : República Deportiva (Univisión) : animateur[69]
- 2018 : El Bachelorovsky República Deportiva (Univisión) : participant

### Vidéoclips
- 2011 : La noche, vidéoclip de Gloria Trevi[70]
- 2013 : Ese es mi cariño, vidéoclip de Norka[71]
- 2014 : Tu Libertad, vidéoclip de Prince Royce[72]

- 2018 : Tu Chiquilla, vidéoclip de la chanteuse Anabella Queen[73]

## Théâtre
- 1995 : La abeja reina
- 1999 : Por el medio si no hay remedio
- 2000 : Nueve semanas y media[74]
- 2000 : Sexo, pudor y lagrimas[75]
- 2001 : En pelotas : Papito[76]
- 2002 : Los gallos salvajes : Luciano Miranda, fils[77]
- 2002 : El cotorrito by the sea : Bugambilia, travesti[78]
- 2003 : Luminaria : Franz[79]
- 2003 : Tarzan - Salvemos la selva : Tarzan[80]
- 2004 : El mal mundo
- 2004 : La princesa en el lago de los cisnes[81]
- 2005 : El crimen del Padre Amaro : Padre Amaro Viera[82]
- 2007 : Descarados[83]
- 2008 : Los hombres aman a las cabronas : Jorge[84]
- 2010 : Sortilegio El Show : Ulises Villaseñor[85]
- 2013 : Aquel Tiempo de Campeones : Phil Romano[86]
- 2015 : Divorciémonos mi amor : Benigna, dit Benny[87]

## Mannequinat
- 1999 : Fin del siglo, Julián la agenda 1999
- 2000 : Julián el comienzo agenda
- 2001 : Las dos mil y una noches
- 2002 : Amigos de blanco (contre la dystrophie musculaire)[88]
- 2011 : Julián Gil 2011 (calendrier)[89]
- 2012 : Intimo (calendrier)[90]
- 2013 : Participation au défilé Automne-hiver du couturier David Antonio, après une pause de 10 ans[91]
- 2014 : San Juan Moda (semaine dédiée à Julián Gil et inaugurée par le défilé Julian & Friends)[92]

## Récompenses et nominations
- 2004 : Record mondial Guiness : 32 h de direct sur la chaîne 52 à Puerto Rico[93]
- 2008 : Record mondial Guiness : 35 h de direct sur la chaîne Mega TV à Puerto Rico[94]
- 2011 : Élu l'un des 50 plus beaux hommes (uno de los 50 más bellos) par la revue People en Español[95]
- 2014 :  Élu « l'antagoniste le plus sexy de l'année » par People en Español[96]

### Califa de Oro Awards
| Année | Catégorie                  | Telenovela | Résultat |
| ----- | -------------------------- | ---------- | -------- |
| 2009  | Meilleur Acteur de l'année | Sortilegio | Gagnant. |

### Premios People en Español
| Année | Catégorie             | Telenovela             | Résultat |
| ----- | --------------------- | ---------------------- | -------- |
| 2010  | Révélation de l'année | Sortilegio             | Gagnant  |
| 2011  | Meilleur Acteur sexy  | Eva Luna               | Nommé    |
| 2011  | Meilleur Antagoniste  | Eva Luna               | Gagnant  |
| 2012  | Meilleur Antagoniste  | La que no podía amar   | Nommé    |
| 2014  | Meilleur Antagoniste  | Hasta el fin del mundo | Nommé    |

### Premios TVyNovelas
| Année | Catégorie                     | Telenovela             | Résultat |
| ----- | ----------------------------- | ---------------------- | -------- |
| 2016  | Meilleur Antagoniste masculin | Hasta el fin del mundo | Nommé    |
| 2017  | Meilleur Antagoniste masculin | Sueño de amor          | Nommé    |
| 2019  | Meilleur Antagoniste masculin | Por amar sin ley       | Nommé    |

## En savoir plus

### Actions humanitaires
En 2010, il enregistre un spot télévisé pour une campagne contre la maltraitance faite aux femmes.
En 2012, au Mexique, Julián Gil échange le produit des ventes de son calendrier contre du lait en poudre pour des enfants souffrant de malnutrition et suivis par l'association "Organismo de Nutrición Infantil" (ONI) dans le cadre du projet "Por una niñez bien nutrida" (pour une enfance bien nourrie).
A New York, il offre une aide aux personnes indigentes. A Miami, il participe à une campagne contre le cancer du sein. Le 22 mars 2012, Julian Gil lance la campagne "Déjalo por mi" (Arrête de fumer pour moi) avec l'association portoricaine du poumon.Toujours en 2012, Porto Rico le récompense pour son travail philanthropique.

Julian a été aussi porte-parole de la Croix-Rouge Internationale.